# Дьордь Салаї
Дьордь Салаї (угор. György Szalai, 14 лютого 1951) — угорський важкоатлет.
Бронзовий призер Олімпійських Ігор 1980 року в категорії до 110 кг.